# Двадцать вторая поправка к Конституции США

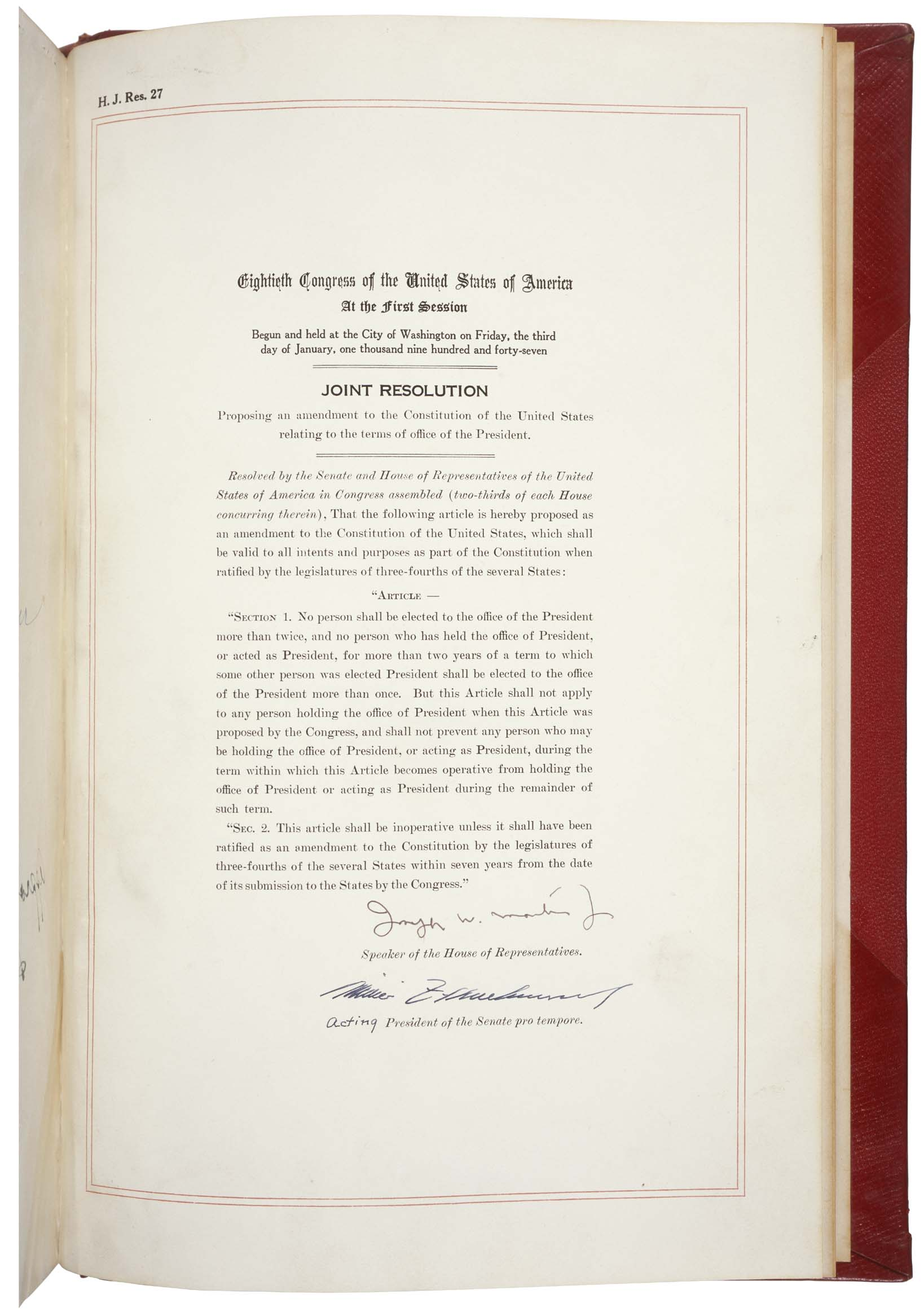
Двадцать вторая поправка к Конституции США в Национальных архивах

Двадцать вторая поправка к Конституции США устанавливает ограничение срока правления для президента США, закрепляя правило, согласно которому один и тот же человек может занимать этот пост не более двух сроков (независимо от того, подряд или с перерывом). В случае если президент начал исполнение обязанностей с поста вице-президента в случае кончины, отставки, утраты дееспособности или импичмента предшественника, к полному сроку приравниваются 2 года и более, что обеспечило (нереализованную) возможность Линдону Джонсону баллотироваться в 1968 году. Была принята Конгрессом 21 марта 1947 года и ратифицирована необходимым числом штатов 27 февраля 1951 года. Текст поправки:
Раздел 1. Никто не может быть избран на должность Президента более чем два раза, а лицо, занимавшее должность президента или действовавшее в качестве президента в течение более двух лет от срока, на который  был избран президентом другой человек, не может избираться на должность Президента более чем один раз. Это положение не распространяется на лицо, занимающее пост президента в период, когда данная поправка была предложена Конгрессу, и не препятствует любому лицу, которое может занимать пост президента или исполняющего обязанности президента, в течение срока, в пределах которого данная статья вступает в силу, сохранять пост президента или исполняющего обязанности президента в течение оставшегося срока.
Раздел 2. Данное положение утрачивает силу, если оно не будет ратифицировано в качестве поправки к Конституции законодательными собраниями трёх четвертей отдельных Штатов в течение семи лет с даты его представления штатам Конгрессом.
До этого президенты США, как правило, тоже не занимали свой пост более чем два срока: эту традицию задал первый президент Джордж Вашингтон. Томас Джефферсон, будучи президентом, тоже считал необходимым ограничение срока, поскольку, как он писал в 1807 году, «если некое ограничение срока полномочий должностного лица не установлено Конституцией или не осуществляется на практике, должность, формально 4-летняя, фактически может оказаться пожизненной». Тем не менее, ряд президентов США не считали это правило для себя обязательным. Так Улисс Грант по окончании второго срока в 1876 году, а затем в 1880 году предпринимал попытки своего выдвижения на новый президентский срок, но оба раза снимал свою кандидатуру из-за противодействия коллег по Республиканской партии. Теодор Рузвельт отказался от выдвижения своей кандидатуры по окончании своего второго срока в 1908 году, но выдвинул её в 1912 году. Гровер Кливленд и Дональд Трамп — двое президентов США, занимавших этот пост дважды не подряд, а с перерывом на президентство другого лица. Гровер Кливленд в 1896 году не стал выдвигать свою кандидатуру на третий срок. Наконец, Франклин Рузвельт во время Второй мировой войны единственный раз в истории США был избран на третий (1940), а затем и на четвёртый (1944) сроки, пробыв президентом более 12 лет.
Поправка не распространялась на действовавшего в момент её принятия президента Гарри Трумэна, который вступил в должность вследствие кончины Рузвельта в 1945 году и пробыл в должности почти полный первый срок (без трёх месяцев), а затем в 1948 году был избран на следующий срок. Тем самым Трумэн был последним президентом, имевшим право баллотироваться в президенты неограниченное число раз, но в 1952 году не выставил свою кандидатуру.